# Yacht Club Games
Yacht Club Games, LLC é um estúdio desenvolvedor de jogos eletrônicos independentes com sede em Los Angeles, Califórnia. A empresa foi fundada em 2011 pelo ex-diretor da WayForward, Sean Velasco. A empresa anunciou seu primeiro título, Shovel Knight, em 14 de março de 2013 e o lançou em 26 de junho de 2014, após uma campanha de sucesso no Kickstarter. Em 2016, a empresa anunciou que começaria a publicar jogos de outras empresas e que o primeiro jogo publicado seria Azure Striker Gunvolt: Striker Pack, uma compilação contendo Azure Striker Gunvolt e Azure Striker Gunvolt 2, que foi lançado no final daquele ano. Seu segundo título publicado foi Cyber Shadow, um jogo desenvolvido pela Mechanical Head Studios, lançado em 2021. Em fevereiro de 2022, a empresa anunciou seu segundo título original, Mina the Hollower.